# Веровање
Уверење, односно веровање (ијек. вјеровање) (да је нешто овако или онако), субјективни је суд (став, оцена, мишљење) о некој појави великим делом заснован на веровању да је нешто добро, истинито, лепо или праведно. Уверења су повезана са ставовима и вредностима, стичу се социјализацијом, утичу битно на понашање и обично се тешко мењају. За разлику од веровања [у бога], уверења су често рационално и емпиријски утемељена и подложна корекцији, под притиском аргумената и искуствених доказа односно спознаје о лажи коју ум који увек размишља рационално (има разум, рацио) и смислено мора да раскринка као нелогичну и бесмислену.